# Parque nacional Sálim Ali
El parque nacional Sálim Ali es un parque nacional de la India, situado dentro del estado de Jammu y Cachemira.
El nombre del parque es un homenaje al ornitólogo Sálim Ali.